# اینفینرا
اینفینرا (انگلیسی: Infinera) شرکت مخابرات آمریکایی است، که در سال ۲۰۰۰ تأسیس شد.